# AIDS (Zeitschrift)
AIDS ist eine wissenschaftliche Fachzeitschrift, die vom Lippincott Williams & Wilkins-Verlag veröffentlicht wird. Sie ist die offizielle Zeitschrift der International AIDS Society. Die erste Ausgabe erschien 1987. Derzeit erscheinen 18 Ausgaben pro Jahr. Es werden Original- und Übersichtsarbeiten aus allen Bereichen der AIDS-Forschung veröffentlicht.
Der Impact Factor lag im Jahr 2014 bei 5,554. Nach der Statistik des ISI Web of Knowledge wird das Journal mit diesem Impact Factor in der Kategorie Immunologie an 21. Stelle von 148 Zeitschriften, in der Kategorie Infektionskrankheiten an siebenter Stelle von 78 Zeitschriften und in der Kategorie Virologie an fünfter Stelle von 33 Zeitschriften geführt.
Chefherausgeber ist Jay A. Levy (University of California, San Francisco, Vereinigte Staaten).